# Pentax MZ-S
Pentax «MZ-S» — малоформатный однообъективный зеркальный фотоаппарат с автофокусом, выпускавшийся с 2001 до 2006 года в чёрном и чёрно-серебристом исполнении. Основные элементы корпуса изготовлены из магниевого сплава.
Эта high-end камера 2001-м заменила собой Z-1p, но после снятия с производства в 2005-м году замены ей не нашлось, поскольку производитель начал сворачивать производство плёночных однообъективных зеркальных фотоаппаратов малого формата. Таким образом «MZ-S» — последняя high-end камера Pentax в этом классе. В 2000-м году была анонсирована, но не пошла в серийное производство, цифровая полнокадровая камера MZ-D. Большинство характеристик и внешний облик камер практически совпадают (У «MZ-D» батарейная ручка несъемная).
Дизайн «MZ-S» сильно отличается от всех камер Pentax. Наибольшим образом это подчёркнуто наклонной (около 30° на фотографа) верхней панелью камеры. При проектировании стояла задача добиться снижения веса и размера камеры, упростить интерфейс, но при этом не жертвовать функционалом. По сравнению с предшественницей (Z-1p), горячий башмак переместился на более традиционное место — над пентапризмой. Камера была оснащена новейшей на тот момент 6-точечной системой автофокуса «SAFOX VII».

## Основные характеристики
- Режимы: M (ручной), Av (приоритет диафрагмы), Tv (приоритет выдержки) и HyM (гипер-ручной).
- Встроенный шестисегментный TTL-экспонометр.
- Экспокоррекция ±3 EV с шагом — 1/2 EV.
- Блокировка экспозиции.
- Автоспуск — 2, 12 сек.
- Электронно управляемый шторно-щелевой затвор из металлических ламелей с вертикальным ходом. Диапазон выдержек: 30 — 1/6000 сек, В.
- Выдержка синхронизации — 1/180 с.
- Сменные фокусировочные экраны.
- Питание 6 Вольт: 2 элемента CR2. Дополнительно может быть использован батарейный блок BG-10.
- Встроенный мотор протяжки плёнки с возможностью серийной съёмки до 2,5 к/сек.
- Обратная перемотка плёнки. Функция может срабатывать автоматически при окончании плёнки или вызываться вручную.
- Возможность доснять частично отснятую плёнку. Камера перематывает плёнку на указанный кадр.
- Отображение выдержки и положения диафрагмы в видоискателе.
- ЖКИ-дисплей на верхней панели корпуса.
- Репетир диафрагмы.
- Предподъём зеркала.
- Функция PowerZoom.
- Поддержка DX-кода.
- Автоматический брекетинг 2, 3 или 5 кадров с шагом ±½EV или ±1EV.
- Мультиэкспозиция. Количество наложений не ограничено.
- Впечатывание сведений о количестве отснятых плёнок, чувствительности, экспозиционном режиме, режиме экспозамера, значении выдержки и диафрагмы, экспокоррекции, символов работы режимов автобрекетинга и мультиэкспонирования.

## Совместимость
«MZ-S» может работать с любыми объективами Pentax. Необходимо учесть лишь несколько нюансов:
- существуют объективы рассчитанные для использования с APS-C-камерами. Такие объективы дадут сильнейшее виньетирование;
- с объективами оснащёнными креплением KAF3 и KF не будет работать автофокус. Подтверждение фокусировки работать будет.
- с объективами без кольца управления диафрагмой невозможно выставить диафрагму вручную, съёмка всегда (кроме режимов, когда автоматика камеры управляет диафрагмой) будет происходить или с полностью открытой или с полностью закрытой диафрагмой (в зависимости от конкретного объектива, чаще — с полностью открытой диафрагмой).